# Templul Mare din Siret
Templul evreiesc din Siret este un lăcaș de cult evreiesc din orașul Siret, localizat pe strada Teiului nr. 4, în centrul orașului. Edificiul a fost construit în anul 1840. 

## Comunitatea evreiască din Siret

### Situația evreilor sub regimul austriac
Primii evrei s-au stabilit în Siret în jurul anului 1371, când Siretul a obținut statutul de oraș. În acel an a fost angajat un bijutier evreu la curtea domnitorului Moldovei. Dezvoltarea rapidă a orașului ca urmare a situării sale pe drumul care ducea din Galiția (prin Cernăuți și Suceava) în Ungaria a determinat stabilirea mai multor familii evreiești la Siret chiar înainte de secolul al XVI-lea. 
În Siret se află un cimitir evreiesc monument istoric, având codul de clasificare SV-IV-s-B-05715, unde se află pietre funerare datând din anul 1560.
Domnitorul Ion Theodor Callimachi a conferit prin anul 1759 unele privilegii mai multor evrei, scutindu-i de plata impozitelor. Autoritățile austriece nu au încurajat însă instalarea familiilor evreiești la Siret, încercând chiar să le deporteze. În anul 1774 trăiau la Siret numai opt familii evreiești formate din 43 persoane.
Generalul Karl Freiherr von Enzenberg, guvernatorul militar al Bucovinei (1778-1786), s-a plâns că evreii din Siret (ca și cei din Cernăuți și Suceava) au sub controlul lor comerțul și industria, ei vânzând creștinilor vin, bere, spirt și vodcă, iar în multe sate au arendat moșiile. El a permis totuși înființarea de măcelării și de fabrici de lumânări pentru nevoile religioase ale obștii. Comisia de la Viena, înființată în 1781 sub conducerea aceluiași Enzenberg, a hotărât ca Siretul să devină unul dintre cele trei orașe în care evreii să aibă dreptul de a se stabili. Ca urmare a acestei decizii, începând din anul 1789 toți negustorii și viticultorii evreii din apropiere de Siret au fost forțați să se mute în unul dintre cele trei orașe din Bucovina în care Enzenberg a permis stabilirea evreilor. 
Cu toate acestea, autoritățile austriece nu au ținut cont întotdeauna de aceste privilegii. În anul 1808 au fost anulate licențele acordate cârciumarilor evrei, iar în 1810, 65 familii de evrei au fost deportate din oraș pentru că nu se ocupau cu agricultura. Evreii au protestat împotriva acestor măsuri, aducând dovezi că privilegiile datau înainte de stabilirea lor acolo (începând din 1789). 
În a doua jumătate a secolului al XIX-lea, poziția autorităților austriece față de evrei a devenit mai permisivă, iar aceștia au început să ocupe funcții chiar în domeniul admninistrației. Cei mai mulți evrei se ocupau cu negustoria sau cu practicarea anumitor meserii (fabricarea de bijuterii, cizme, obiecte de îmbrăcăminte etc.), dar au început să apară medici și avocați evrei, grefieri sau chiar jandarmi. Evreii au început să dețină poziții importante în afaceri și, mai târziu, în viața politică. Între anii 1912-1918 primarul Siretului a fost evreul Isaak Beral, iar populația evreiască era reprezentată și în consiliul orășenesc. 
Pentru a se înțelege importanța comunității evreiești din Siret, trebuie spus că din cei 7.240 locuitori ai orașului în 1880, evreii reprezentau 43.1% din populație (3.122 locuitori) . După ce în 1890 numărul lor scăzuse la 3.104 (42.1%), în anul 1914 locuiau în oraș 3.500 de evrei.
Comunitatea evreilor era organizată după modelul unei bresle, fiind condusă de un staroste și a fost subordonată față de comunitatea din Suceava până la mijlocul secolului al XIX-lea, când a devenit comunitate independentă. Comunitatea gestiona 3 fonduri: "Fondul Leib Echner" prin care se acordau burse pentru elevii evrei și non-elevi; "Fondul Kalman Hecht" care sprijinea școlile de Talmud Tora și "Fondul Aaron Blum." Pe lângă Templul Mare, în oraș mai existau 4 sinagogi publice și 4 sinagogi particulare. 

### Perioada interbelică
După primul război mondial germanii au emigrat în Germania și Austria, același destin urmându-l și o parte dintre evrei. Orașul a fost parțial distrus de lupte, iar evreii care s-au reîntors în oraș nu și-au mai găsit averile și au trebuit să fie întreținuți de către organizația Joint. Joint-ul a donat sume mari de bani în perioada 1919-1925 pentru reconstruirea caselor evreiești din Siret.
Evreii rămași au suferit persecuții. Medicii au fost concediați, avocații au fost obligați să susțină noi examene, iar funcționarii din administrație au fost scoși din funcții. Mulți membri ai comunității au început să emigreze în străinătate. Numărul locuitorilor de etnie evreiască a scăzut în 1924 la 2.500 (30.4% din populația orașului). 
În perioada interbelică au funcționat aici 10 de case de rugăciune, un abator ritual de vite și de pui de găină. Se organizau cursuri de Talmud Tora. Pentru evreii nevoiași existau societățile caritabile "Lemaan Hatsedek", "Yad Harutsim" și "Nosei Hamita".
Conform recensământului din 1930 populația orașului Siret era de 9.905 locuitori, dintre care 4.302 români (43,43%), 2.105 evrei (21,25%), 1.657 germani (16,72%), 1.011 ruteni (10,20%), 462 ruși (4,66%), 301 polonezi (3,03%), 17 țigani, 10 cehi și slovaci, 6 unguri, 1 bulgar, 7 de alte naționalități și 26 de etnie nedeclarată.  Din punct de vedere al religiei, populația era alcătuită din 5.094 ortodocși (51,42%), 2.121 mozaici (21,41%), 1.899 romano-catolici (19,17%), 603 greco-catolici (6,08%), 116 evanghelici (luterani), 22 baptiști, 3 adventiști, 1 armeano-gregorian, 1 unitarian, 21 de alte religii și secte și 24 de religie nedeclarată.
Venirea la putere în anul 1937 a Guvernului Goga-Cuza a dus la elaborarea de legi cu caracter antisemit care au determinat o serie de persecuții la adresa evreilor: ei erau bătuți pe stradă, siliți să țină prăvăliile deschise de Șabat etc. În iunie 1940 noile legi adoptate de guvernul Ion Gigurtu au prevăzut confiscarea proprietăților, expulzarea din școli și din funcțiile publice a persoanelor de etnie evreiască și interzicerea medicilor evrei să trateze pacienți de alte etnii.
În perioada interbelică s-a format o importantă organizație a tineretului sionist, în cadrul căreia au fost formați viitorii oameni politici din Israel Yitzhak Artzi (1920-2003, deputat în Knesset) și Yehuda Shaari (1920-1997, deputat în Knesset și ministru adjunct al dezvoltării și apoi al turismului).

### Războiul și emigrarea postbelică a evreilor
La sfârșitul anului 1940 în Siret mai trăiau doar 1.614 evrei (14,2% din populație). Când Armata Română a trebuit să se retragă din Bucovina de nord, mai mulți evrei din Siret au fost uciși.
La 20 iulie 1941, când a început războiul antisovietic, toți evreii din Siret au fost concentrați într-un ghetou și au fost duși pe jos la Dornești. Acolo au fost urcați într-un tren de marfă și, după 14 zile, au ajuns la Calafat. După două luni, în octombrie 1941 au fost trimiși din nou în Bucovina, unde au făcut două săptămâni de muncă forțată, apoi au fost deportați în Transnistria, în lagărele Berșad și Moghilev Podolsk. 80% dintre evrei au murit din cauza bolilor, frigului și foamei. 
Numărul evreilor din Siret era în anul 1947 de 1.700. În perioada toamna anului 1950 - aprilie 1951 un număr mare de evrei din Siret a emigrat legal în noul stat Israel, în oraș rămânând doar circa 500 evrei. Abia în octombrie 1958 guvernul României a permis din nou evreilor să emigreze.

## Templul Mare
Templul evreiesc din Siret a fost construit în anul 1840, în centrul orașului. Este unul dintre cele mai vechi lăcașe de cult evreiești din nordul Moldovei. În cadrul acestui templu a funcționat o școală hasidică. 
Printre rabinii care au activat la acest templu sunt de menționat Reb Burstyn, Dr. Samuel Freifeld și Reb Baruch Hager (din dinastia hasidică de Vijnița). Rabinul Freifeld a studiat la Basel (1905-1909) și a fost rabin la Nové Mesto (Slovacia), înainte de a fi chemat la Siret, unde a murit subit în 1930. 
În clădirea templului există două tablouri pe care sunt inscripționate numele a 400 de evrei din Siret decedați în Transnistria.
Templul Mare din Siret are aspectul unei clădiri obișnuite, cu ferestre ușor arcuite. Interiorul clădirii este decorat cu pricepere și sensibilitate artistică.
În lista sinagogilor din România publicată în lucrarea "Seventy years of existence. Six hundred years of Jewish life in Romania. Forty years of partnership FEDROM – JOINT", editată de Federația Comunităților Evreiești din România în anul 2008, se preciza că Templul Mare din Siret nu mai era în funcțiune. 

## Imagini

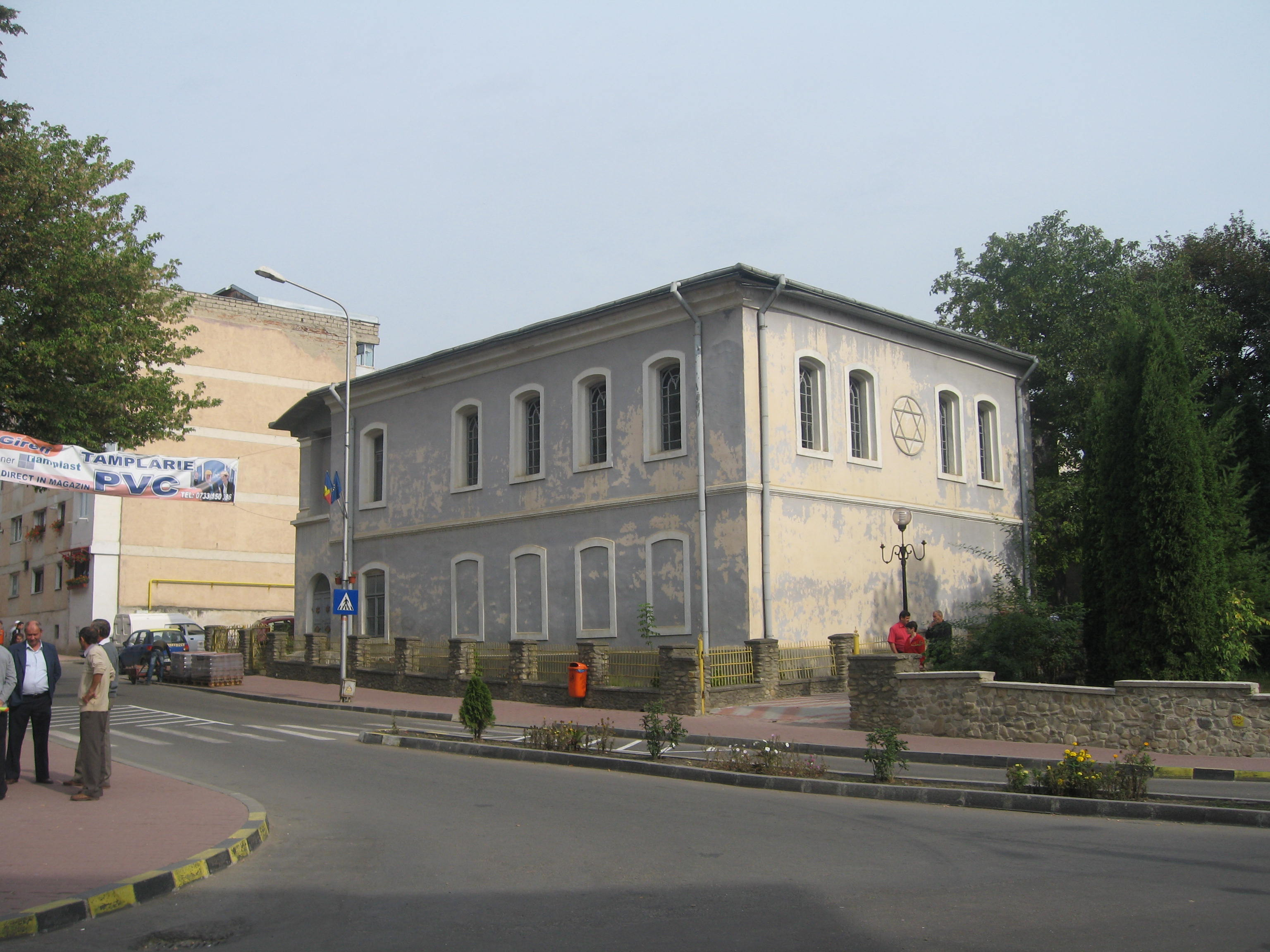
Templul evreiesc din Siret
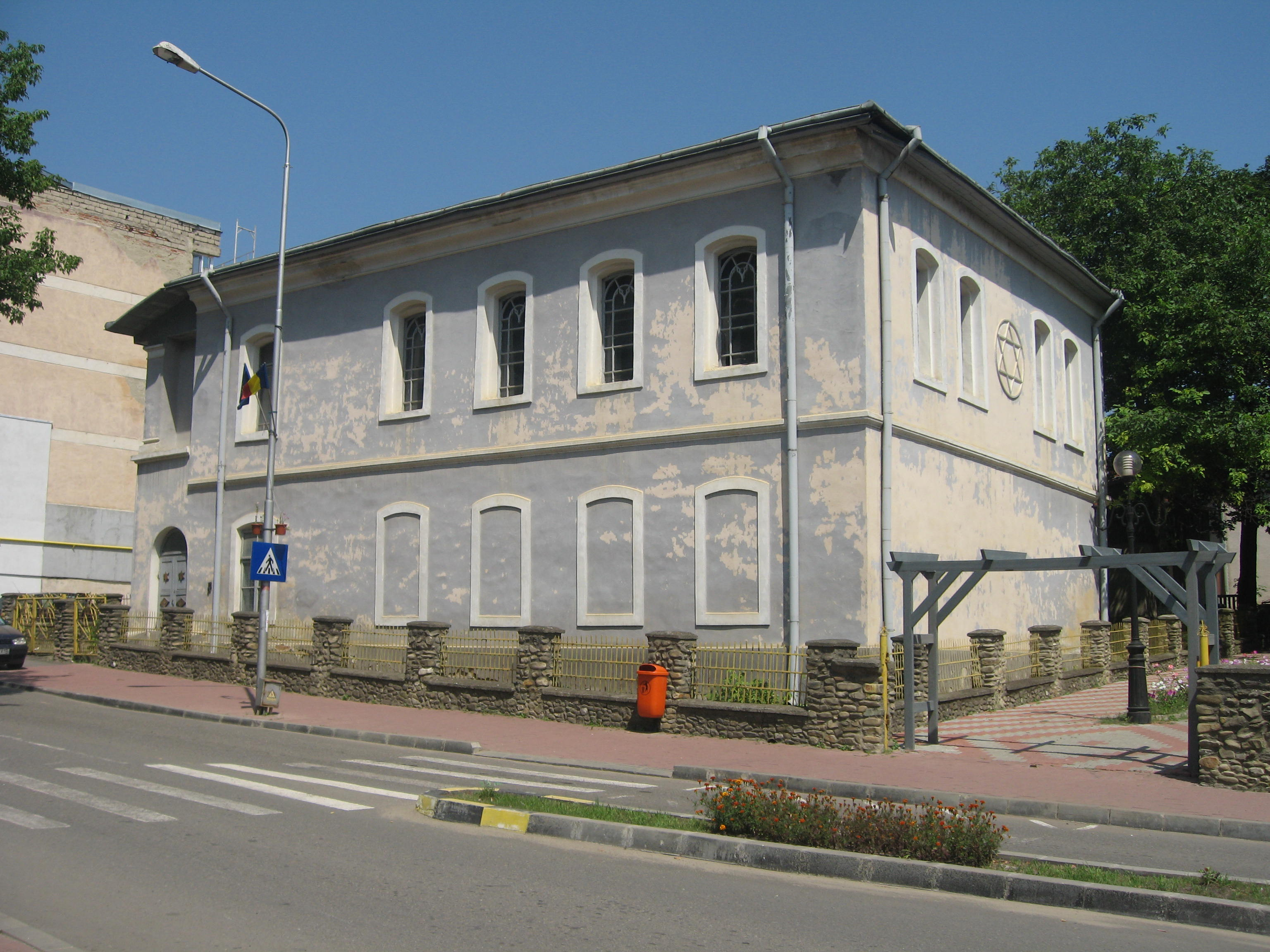
Templul evreiesc din Siret
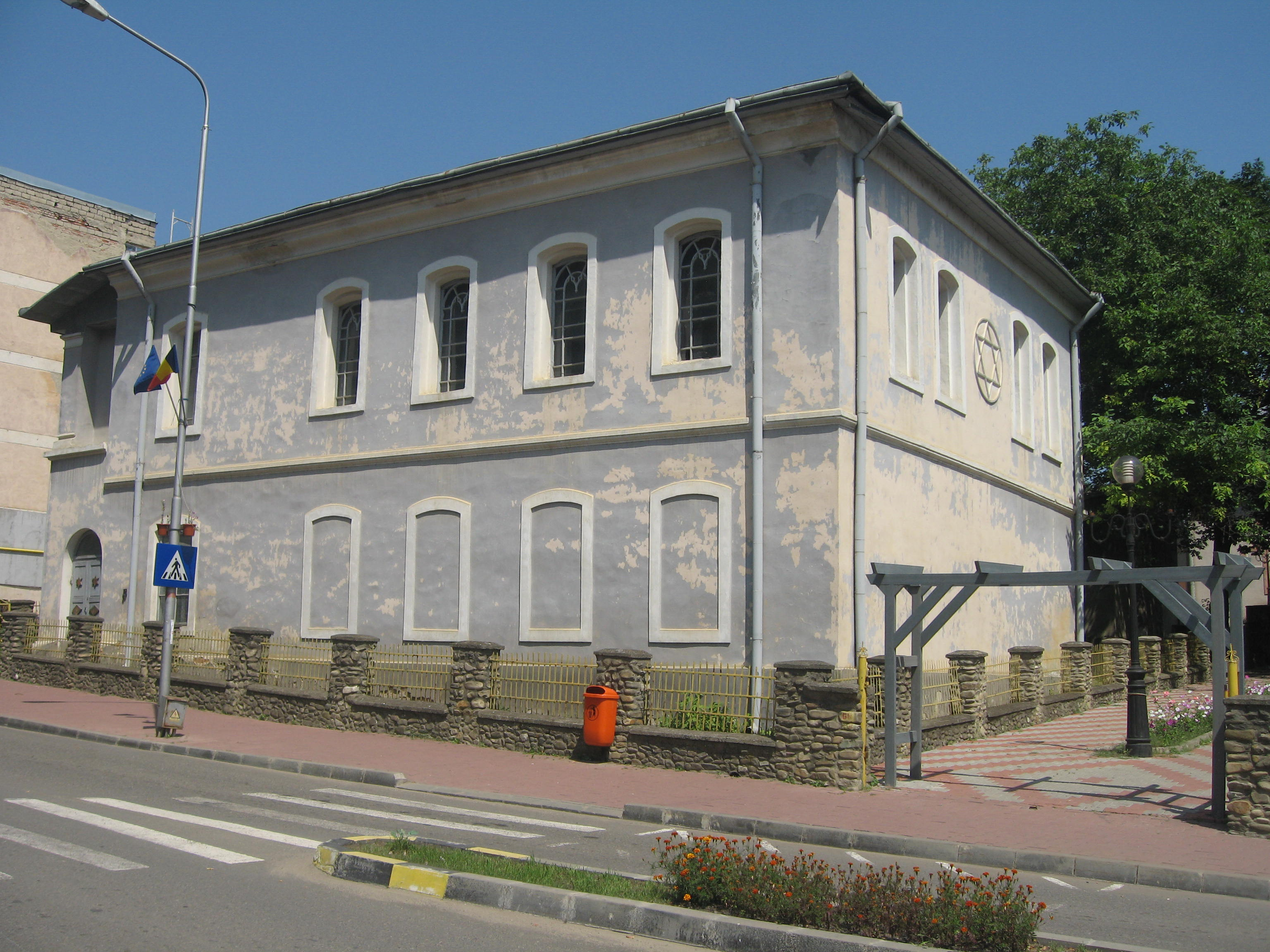
Templul evreiesc din Siret
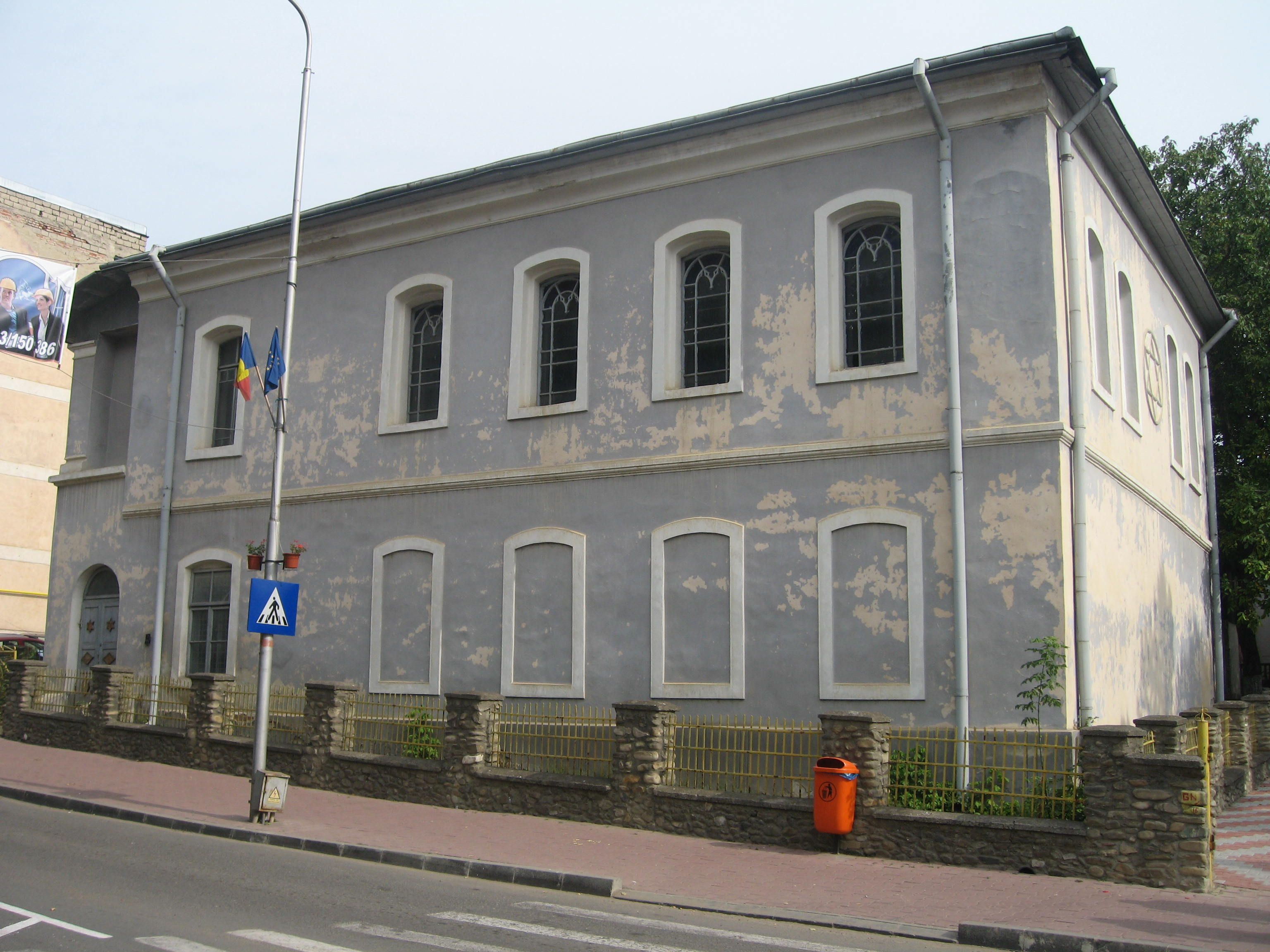
Templul evreiesc din Siret